# Соломинцы (Киров)
Соломинцы — бывшая слобода, ныне микрорайон в Нововятском районе города Кирова.

## География
Граничит со слободой Шулаи. 

### Улицы

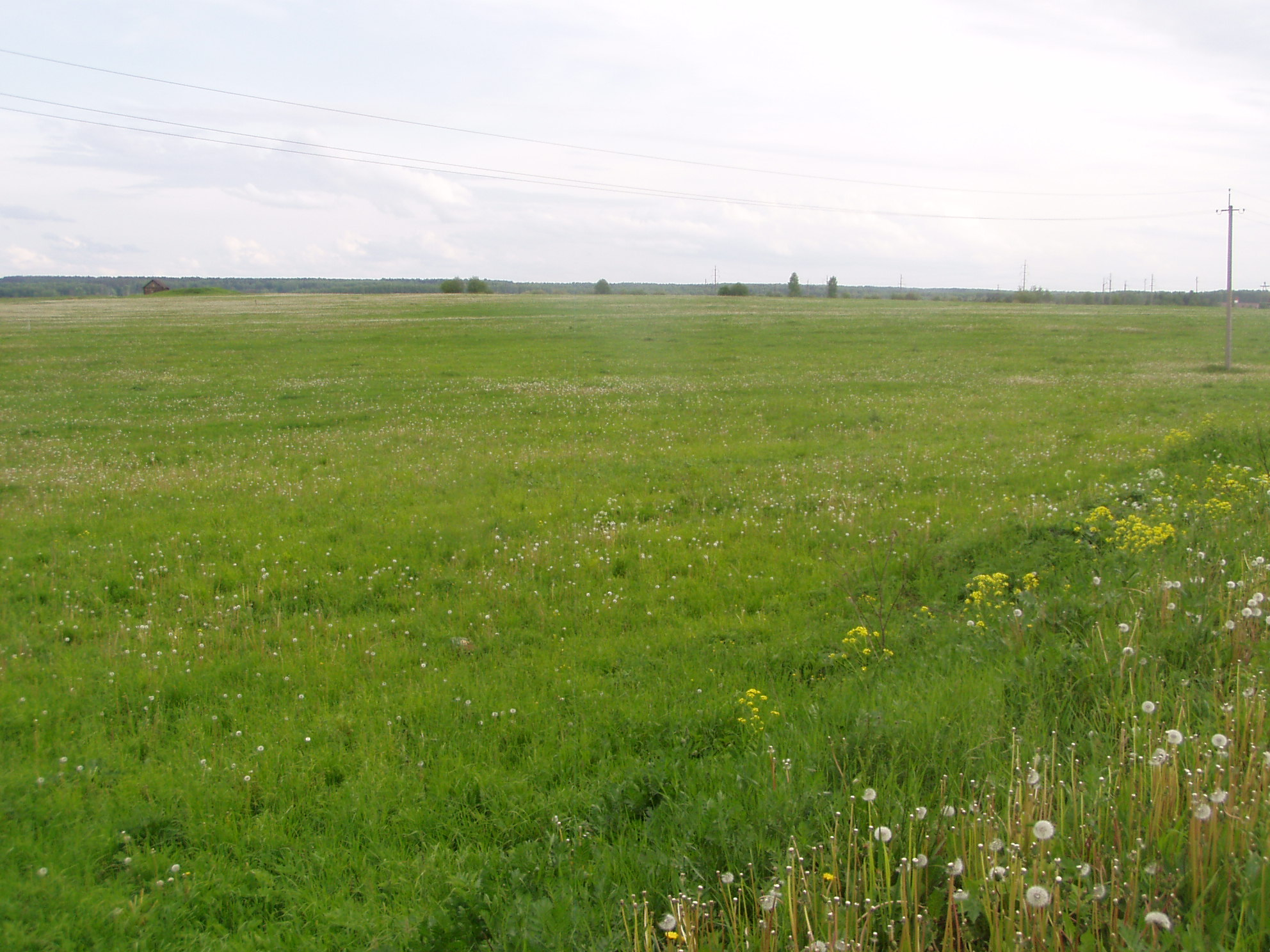
Соломинское поле

- Улица Мичурина
- Садовая улица
- Набережная улица
- Набережный проезд

## История
Слобода Соломинцы располагается на Соломинском поле, исторически связанном с древним вятским родом Соломиных, известных в Хлынове с 1631 и владевших оброчными починками в этом районе.
По «Списку населённых мест по сведениям 1859—1873 гг. Вятская губерния» упоминается как деревня Ермолинская (Соломинская или Занинская), находящаяся в 1-м стане Вятского уезда, в 9 верстах от Вятки. До вхождения в состав города Кирова относилась к Губинскому сельсовету Кирово-Чепецкого района.

## Инфраструктура
Промышленность отсутствует, население работает в основном на предприятиях Кировa, Радужного и Кирово-Чепецка.

### Достопримечательности
Достопримечательностью слободы является приход Михаило-Архангельской церкви Вятской епархии Русской Православной Церкви. Это первая церковь в Нововятском районе.

Приход Михаило-Архангельской церкви